# Eumea binotata
Eumea binotata là một loài ruồi trong họ Tachinidae.